# Друштвена мрежа
Друштвена мрежа (енгл. social network) јесте друштвена структура састављена од појединаца (или организација) који се називају „чворови“, а који су повезани једним или више специфичних типова међузависности, као што су вредности, визије, идеје, финансијски интереси, пријатељство, сродство, заједнички интерес, финансијска размена, недопадање, сексуални односи, или односи поверења, знања или престижа. Резултујућа структура често може да буде веома комплексна. Анализа друштвене мреже посматра друштвене односе у терминима „чворова“ и „веза“. Чворови су индивидуални актери унутар мреже, а везе су њихови међусобни односи. Може да буде више различитих веза између чворова.
Друштвене мреже се могу оснивати и гасити зависно од потреба. Оснивају се како би се носиле са одређеним проблемом, најчешће у форми група за самопомоћ, мрежа НВО и група за социјални активизам. Убрзано се развијају са појавом нових технологија, посебно Интернета. Истраживање у академској средини је показало да друштвене мреже функционишу на више нивоа, почевши од породице до нивоа нације, и играју критичну улогу у одређивању начина на који ће се неки проблеми решити, како ће организације функционисати, и степен до кога ће појединац успети у достизању индивидуалних циљева. У својој најједноставнијој форми друштвена мрежа је мапа свих релевантних веза између чворова који се проучавају. Мрежа може да искористи и за одређивање друштвеног капитала индивидуалних актера. Ови концепти се често приказују у виду дијаграма друштвене мреже где су чворови тачке а линије везе. Друштвене мреже не треба мешати са сервисима за друштвене мреже као што су MySpace, Orkut, Facebook, Ning итд. или са виртуелним заједницама.
Друштвене мреже и њихова анализа је инхерентно интердисциплинарна академска област која је настала из социјалне психологије, социологије, статистике и теорије графова. Георг Зимел је аутор раних структурних теорија у социологији које наглашавају динамику тријада и „мрежу групних припадности”. Јакоб Морено је развио прве социограме током 1930-их за студирање међуљудских односа. Ови приступи су математички формализовани педесетих година 20. века, а теорије и методе друштвених мрежа постале су свеприсутне у друштвеним и бихевиоралним наукама до 1980-их. Социјална анализа мрежа је у данашње време једна од главних парадигми савремене социологије, а примењује се и у многим другим друштвеним и формалним наукама. Заједно са другим комплексним мрежама, она је део нове области мрежне науке.

## Преглед
Друштвена мрежа је теоријски конструкт који је користан у друштвеним наукама за проучавање односа између појединаца, група, организација или чак целих друштава (социјалних јединица, погледајте диференцијацију). Термин се користи да би се описала друштвена структура одређена таквим интеракцијама. Везе преко којих се свака дата друштвена јединица повезује представљају конвергенцију различитих друштвених контаката те јединице. Овај теоријски приступ је нужно релацијски. Аксиом приступа друштвених мрежа разумевању друштвене интеракције је да друштвене појаве треба првенствено замислити и истражити кроз својства односа између и унутар јединица, уместо својстава самих јединица. Према томе, једна од уобичајених критика теорије друштвених мрежа је да се појединачна агенција често игнорише иако то можда није случај у пракси (види агентно моделирање). Управо зато што многе различите врсте односа, појединачно или у комбинацији, формирају ове мрежне конфигурације, мрежна аналитика је корисна за широк спектар истраживачких предузећа. У друштвеним наукама, ова подручја студија укључују, али нису ограничена на антропологију, биологију, комуникацијске студије, економију, географију, информатику, организационе студије, социјалну психологију, социологију и социолингвистику.

## Историја
При крају 1890-их, Емил Диркем и Фердинанд Тенис су наговестили идеју друштвених мрежа у њиховим теоријама и истраживању друштвених група. Тенис је тврдио да друштвене групе могу да постоје као личне и директне друштвене везе које било повезују појединце са заједничким вредностима и веровањима (Gemeinschaft, немачки израз који се обично преводи као „заједница”) или безличне, формалне и инструменталне друштвене везе (Gesellschaft, немачки израз који се обично преводи као „друштво”). Диркем је дао неиндивидуалистичко објашњење друштвених чињеница, тврдећи да друштвени феномени настају када интеракције појединаца чине стварност која се више не може узети у обзир у смислу својстава појединих актера. Георг Зимел, пишући на прелазу у двадесети век, указао је на природу мрежа и утицај величине мреже на интеракцију и испитивао је вероватноћу интеракције у лабаво испреплетаним мрежама, уместо у групама.

## Анализа друштвених мрежа
Анализа друштвених мрежа (у вези са теоријом мрежа) је постала кључна техника у модерној социологији, антропологији, социолингвистици, географији, социјалној психологији, студијама о комуникацији, информатичким наукама, организационим наукама, економији, биологији, а такође као популаран предмет у другим областима.

### Рецензирани часописи
- -last1=-
- „Connections”. Toronto: International Network for Social Network Analysis. ISSN 0226-1766. Архивирано из оригинала 18. 07. 2013. г.